# Distrito electoral federal 38 del Estado de México
El XXXVIII Distrito Electoral Federal del Estado de México es uno de los 300 Distritos Electorales en los que se encuentra dividido el territorio de México para la elección de diputados federales y uno de los 40 en los que se divide el Estado de México. Su cabecera es la ciudad de Texcoco de Mora.
El territorio del XXXVIII Distrito Electoral lo forma la totalidad del municipio de Texcoco y una franja del extremo norte del municipio de Chimalhuacán.
El Distrito XXXVIII fue creado por el proceso de redistritación llevado a cabo en 2005 por el Instituto Federal Electoral, por lo que ha elegido diputados federales a partir de 2006 a la LX Legislatura.

## Diputados por el distrito
- LX Legislatura
  - (2006 - 2009): Juan Darío Arreola Calderón 
  - (2009): Raymundo Escamilla González
- LXI Legislatura
  - (2009 - 2012): Manuel Cadena Morales
- LXII Legislatura
  - (2012 - 2015): Jorge de la Vega Membrillo
- LXIII Legislatura
  - (2015 - 2017): Delfina Gómez Álvarez 
  - (2017): Magdalena Moreno Vega 
  - (2017 - 2018): Delfina Gómez Álvarez 
  - (2018): Magdalena Moreno Vega 
  - (2018): Delfina Gómez Álvarez
- LXIV Legislatura
  - (2018 - 2021): Karla Almazán Burgos
- LXV Legislatura
  - (2021 - 2024): Karla Almazán Burgos
- LXVI Legislatura
- (2024 - 2027): Jesús Martín Cuanalo Araujo Partido Verde Ecologista de México

## Resultados electorales

### 2012
| Elecciones federales de 2012 | Elecciones federales de 2012                                      | Elecciones federales de 2012 | Elecciones federales de 2012        | Elecciones federales de 2012 | Elecciones federales de 2012 |
| Partido/Coalición            | Partido/Coalición                                                 | Candidato                    | Candidato                           | Votos                        | Porcentaje                   |
| ---------------------------- | ----------------------------------------------------------------- | ---------------------------- | ----------------------------------- | ---------------------------- | ---------------------------- |
|                              | Partido Acción Nacional                                           |                              | Nohemi Emilia Mejorada Arroyo       | 18,422                       | 10.85%                       |
|                              | Comprometidos por el Estado de México (PRI-PVEM)                  |                              | Amado Acosta Garcia                 | 57,073                       | 33.64%                       |
|                              | Coalición Movimiento Progresista (PRD, Movimiento Ciudadano y PT) |                              | Jorge Federico De La Vega Membrillo | 79,565                       | 46.90%                       |
|                              | Nueva Alianza                                                     |                              | Esperanza Anarely Torres Espinoza   | 7,735                        | 04.55%                       |
|                              | No registrados                                                    | No registrados               | No registrados                      | 794                          | 00.46%                       |
|                              | Nulos                                                             | Nulos                        | Nulos                               | 6,047                        | 03.56%                       |
| Total                        | Total                                                             | Total                        | Total                               | 169,636                      | 100,00%                      |
| Fuente:                      |                                                                   |                              |                                     |                              |                              |